# 阿洛頓 (伊利諾伊州)
阿洛頓（英語：Alorton）是位於美國伊利諾伊州聖克萊爾縣的一個村落。

## 地理
阿洛頓的座標為38°35′03″N 90°07′04″W / 38.58417°N 90.11778°W，而該地最高點為海拔高度127米（即417英尺）。

## 人口
根據2010年美國人口普查的數據，阿洛頓的面積為4.77平方千米，當中陸地面積為4.69平方千米，而水域面積為0.08平方千米。當地共有人口2002人，而人口密度為每平方千米419人。